# Quincy-Landzécourt
Quincy-Landzécourt är en kommun i departementet Meuse i regionen Grand Est (tidigare regionen Lorraine) i nordöstra Frankrike. Kommunen ligger i kantonen Montmédy som tillhör arrondissementet Verdun. År 2022 hade Quincy-Landzécourt 138 invånare.

## Befolkningsutveckling
Antalet invånare i kommunen Quincy-Landzécourt
| Referens: INSEE |